# Deutscher Ostmarkenverein
Der Deutsche Ostmarkenverein war der wichtigste Verein zur Unterstützung der deutschen Bevölkerung in den östlichen Gebieten des Deutschen Reiches. Er bestand von 1894 bis 1934. Bei der polnischen Bevölkerung war er sehr unbeliebt, da er deren Sprache und Kultur massiv einzuschränken suchte. Auf Polnisch wird der Verein meist Hakata genannt, nach den Anfangsbuchstaben der Familiennamen der drei Gründer Ferdinand von Hansemann, Hermann Kennemann und Heinrich von Tiedemann.

## Vorgeschichte
1793 wurde das westliche Polen nach der vollständigen Teilung des Landes unter preußische Verwaltung gestellt. Die Bevölkerung blieb überwiegend polnisch, es wurden aber deutsche Beamte für die Verwaltung der Region sowie deutsche Siedler angeworben.
Seit etwa 1890 verstärkte sich der Wegzug von Deutschen besonders aus der Provinz Posen. Von der deutschen Regierung wurden verschiedene Maßnahmen eingeleitet, um die deutsche Bevölkerung in der Region zu stärken.
Im September 1894 zogen über tausend Deutsche aus dem Posener Gebiet zum Wohnsitz des ehemaligen Kanzlers Otto von Bismarck nach Varzin. Dieser rief sie dann in einer über einstündigen Rede dazu auf, vereint für die deutsche Kultur in den östlichen Gebieten einzutreten.

## Geschichte

### 1894–1918
Am 3. November 1894 wurde daraufhin der Verein zur Förderung des Deutschtums in den Ostmarken in Posen gegründet. Die Hauptverantwortlichen waren der Rittergutsbesitzer Ferdinand von Hansemann, der Landesökonomierat Hermann Kennemann und der Rittergutsbesitzer Heinrich von Tiedemann. Aus deren Anfangsbuchstaben wurde in der polnischen Bevölkerung die Bezeichnung Hakata gebildet, die seitdem die dortige übliche Bezeichnung für den Verein wurde.
Das hauptsächliche Ziel des Vereins war die Unterstützung der deutschen Bevölkerung in den östlichen Gebieten des Deutschen Reiches in deren Besitz, wirtschaftlichen Tätigkeiten und weiteren Aktivitäten, mit umfangreicher finanzieller, behördlicher und juristischer Unterstützung.
Es wurden zahlreiche Ortsgruppen in der Provinz Posen, in Westpreußen, in Schlesien, in Ostpreußen und in weiteren Gebieten des Deutschen Reiches gebildet.
1896 wurde der Deutsche Frauenverein für die Ostmarken gegründet, der deutsche Frauen in diesen Gebieten unterstützen sollte.
In diesem Jahr 1896 wurde der Hauptsitz des Vereins von Posen nach Berlin verlegt, wahrscheinlich auch, um stärkeren Einfluss auf die deutsche Politik und die öffentliche Meinung im Deutschen Reich nehmen zu können. Seit 1899 nannte er sich Deutscher Ostmarkenverein.
Er ging auch in den folgenden Jahren massiv gegen die polnische Sprache und Kultur in diesen Regionen vor, besonders engagierte er sich dafür, dass in Schulen und Kirchen nur noch deutsch gesprochen wurde. Dieses führte zu einem starken Hass der polnischen Bevölkerung gegen die Hakatisten.
Im Ersten Weltkrieg unterstützte der Ostmarkenverein die Verbreitung der deutschen Sprache und Kultur in den zeitweise besetzten ostpolnischen, weißrussischen und ukrainischen Gebieten. In den deutschen Ostgebieten waren in dieser Zeit jedoch kaum Aktivitäten feststellbar.

### 1919–1934
Nach der Übernahme der Provinzen Posen und Westpreußen durch den neuen polnischen Staat wurden dort weitere Aktivitäten der verhassten Hakatisten unmöglich.
Seitdem konnte der Verein nur noch im Deutschen Reich agieren, wo er sich vehement für die Wiederherstellung der vorherigen Grenzen einsetzte.
1933 wurde ein Teil des Vereins mit anderen ostdeutschen Vereinigungen unter Franz Lüdtke in den Bund Deutscher Osten überführt. Der Restverband, der sich einer Gleichschaltung widersetzte und keinen antisemitischen Hintergrund hatte, wurde 1934 zwangsaufgelöst.

## Ziele und Aktivitäten
Artikel 1 der Satzung des DOV lautete:

„Ziel des Vereins ist Kräftigung und Sammlung des Deutschtums in den mit polnischer Bevölkerung durchsetzten Ostmarken des Reichs und Hebung und Befestigung deutsch-nationalen Empfindens sowie durch Vermehrung und wirthschaftliche Stärkung der deutschen Bevölkerung.“

Das bedeutete konkret

„Die Tätigkeit des Vereins besteht: in der (…) Vertretung der deutsch-nationalen Interessen in der Öffentlichkeit durch geeignete Mittel (…);  in der Heranziehung Deutscher für den Erwerb ländlicher und städtischer Liegenschaften sowie deutscher Handwerker, Gewerbtreibender, Gastwirte, Kaufleute, Ärzte, Rechtsanwalte, Betriebsbeamten und Arbeiter, wo solche fehlen; in der Kräftigung des deutschen Mittelstandes in Stadt und Land durch geeignete Mittel, insbes[ondere] auch durch Sicherstellung der Kundschaft und Kreditgewährung in Notfällen; in der Veranstaltung von Wanderversammlungen (deutsche Tage) zur Besprechung nationaler Angelegenheiten; in der Förderung des deutschen Schulunterrichts und deutschen Gottesdienstes; in der Unterstützung der katholischen Deutschen bei Wahrung ihrer deutschen Rechte; in der Begünstigung deutscher Vereine, in der Begründung ländlicher Darlehnskassen, deutscher Hilfskassen und deutscher Spar- u. Darlehnsgenossenschaften.“

„Deutsche an die Front!“ hieß es 1907 in einem Wahlaufruf des Vereins. „Euch gegenüber steht der gefährlichste, verbissenste und fanatischste Feind deutschen Wesens, deutscher Ehre und deutschen Ansehens in der Welt: Das Polentum.“
Ideologischen Rückhalt für die Überzeugung von der geplanten „Germanisierung“ gewann der Verein in der von Gustaf Kossinna vertretenen Siedlungsarchäologie, die Nachweise für eine germanische Besiedlung weiter osteuropäischer Gebiete vor der Völkerwanderung postulierte. So konnten „Ostmärker“ vom „weiten ostelbischen Land zwischen Ostsee und Sudeten bis tief nach russisch Polen“ sprechen, dem der „unzweifelhafte Anspruch auf die Ehre als Urheimat und Wiege der nur sich selbst ähnlichen Germanen“ zukomme. Von polnischer Seite wurde mit entsprechenden Gegenkonzepten in der „polnischen Westforschung“ geantwortet, besonders durch den Westforscher Józef Kostrzewski, der bei Kossinna studiert hatte.
Der Deutsche Ostmarkenverein wurde von der preußischen Regierung finanziell und organisatorisch unterstützt. Dieses bedeutete jedoch, „dass die ‚Hakatisten‘ mit Kritik an der offiziellen Polenpolitik überaus zurückhaltend und zu programmatischen Kompromissen in weit höherem Maße bereit waren als etwa die Alldeutschen“.
An der Spitze der korporativen Mitglieder stand die Friedrich Krupp AG mit einem Jahresbeitrag von 1000 Mark. Bei einer Sammlung spendete Krupp 5000 Mark an den Ostmarkenschatz. Die Gelsenkirchener Bergwerks-AG zahlte einen Jahresbeitrag von 500 Mark. Alfred Hugenberg hat, wie er in einem Brief 1920 an Tiedemann schrieb, dem Verein „wiederholt größere Beiträge zugeführt“.
Der Deutsche Ostmarkenverein hatte auch die Unterstützung des ehemaligen deutschen Kanzlers Otto von Bismarck. Dafür wurde 1900 zum Bau eines Bismarckdenkmals in Posen in der Vereinszeitschrift Die Ostmark aufgerufen. Es sollte „ein Wahrzeichen des Deutschtums in Posen werden, eine Versinnbildlichung der uns Deutschen obliegenden Wacht an der Warthe, ein Zeichen dessen, dass der deutsche Aar niemals wieder herausgibt, wo er seine Fänge einmal eingeschlagen“.

## Mitglieder
Zum Ostmarkenverein gehörten Lehrer, Beamte, Unternehmer, Wissenschaftler und viele weitere Mitglieder.
Er bemühte sich, ein möglichst breites Spektrum der deutschen Bevölkerung in den Ostgebieten für sich zu gewinnen. Dieses schloss auch Juden und assimilierte Polen ein, weswegen er auf antisemitische und völkische Polemiken verzichtete.
1903 gab es in der Provinz Posen 60 Ortsgruppen, in Westpreußen 44, in Schlesien 49, in Ostpreußen 8, im übrigen Deutschen Reich 141, also zusammen 302 Ortsgruppen (oder Sammelstellen) mit etwa 30.000 Mitgliedern.

1913 gab es über 446 Ortsgruppen mit 50.230 Mitgliedern. Das waren wesentlich weniger Mitglieder als andere wichtige deutschnationale Organisationen in dieser Zeit wie der Alldeutsche Verband und der Deutsche Flottenverband.
Leitende Persönlichkeiten
- Ferdinand von Hansemann, Gutsbesitzer, Mitgründer, 1894–?
- Hermann Kennemann, Landesökonomierat, Mitgründer, 1894–?
- Heinrich von Tiedemann, Rittergutsbesitzer, Mitgründer, 1894–?
- Albert Bovenschen, Geschäftsführer, 1913 erwähnt
- Ernst Hunkel, Pressesprecher, um 1915
- Ernst von Wrisberg, General, Leiter, 1920–1927
- Joachim Nehring, stellvertretender Vorsitzender, (1920?)–1933

Weitere Mitglieder
- Albert Brackmann, seit 1926, bekannter Ostforscher